# Я буду плакать завтра
«Я буду плакать завтра» (англ. I’ll Cry Tomorrow) — американский биографический фильм 1955 года, снятый режиссёром Дэниэлем Манном, повествующий о жизни американской актрисы и певицы Бродвея и Голливуда Лиллианы Рот. Адаптация автобиографической книги Я буду плакать завтра, написанной Фрэнком Герольдом и Майклом Коннолли в соавторстве с самой Лиллианой Рот.

## Сюжет
Восьмилетняя Лиллиана проходит прослушивание в Чикаго и становится самой юной звездой Бродвея. Не достигнув и двадцатилетнего возраста, Лиллиана становится звёздной актрисой и певицей Голливуда. Несмотря на то что она уже вполне взрослая женщина, ей приходится сталкиваться со строгим контролем со стороны матери, которая привыкла всё решать за свою дочь. Лиллиана навещает в больнице своего друга детства — Дэвида Тредмана, который стал успешным юристом в сфере шоу-бизнеса. Вскоре между ними рождается любовь. Благодаря связям Дэвида Лиллиана переезжает в Нью-Йорк и начинает выступать в престижном театре Палас, в котором её карьера становится ещё успешней. Кэти, узнав о том, что Лиллиана и Дэвид собираются заключить брачный союз, начинает тревожиться, полагая, что это событие может повлиять на звёздную карьеру дочери. Незадолго до выступления Лиллианы её возлюбленному становится плохо, и позже он умирает в больнице. Переживая утрату любимого человека, Лиллиана начинает конфликтовать со своей матерью и пристращается к алкоголю…

## В ролях
- Сьюзен Хэйворд — Лиллиан Рот
- Ричард Конте — Тони Бардеман
- Эдди Альберт — Берт Макгуайр
- Джо Ван Флит — Кэти Рот, мать Лиллианы
- Дон Тейлор — Уолли
- Рэй Дэнтон — Дэвид Тредман
- Марго — Сельма
- Вирджиния Грегг — Эллен
- Дон Бэрри — Джерри
- Дэвид Каслей — Дэвид в детстве
- Кэрол Энн Кэмпбелл[нем.] — Лиллиана в детстве
- Питер Лидс — Ричард Элстед
- Тол Эйвери — Джо, пьяный гость вечеринки

В титрах не указаны
- Веда Энн Борг — официантка
- Питер Брокко — доктор
- Ральф Эдвардс[англ.] — камео
- Бесс Флауэрс — посетительница ночного клуба
- Кэтлин Фримен — миссис Марч
- Харлан Уорд — менеджер сцены

## Съёмочная группа
- Режиссёр: Дэниэл Манн
- Продюсер: Лоуренс Вайнгартен
- Сценаристы: Хелен Дойч, Джей Ричард Кеннеди
- Оператор: Артур И. Арлинг
- Композитор: Акакс Норт

## Награды и номинации
- Оскар — награда и номинации (1956)[1]
- Каннский кинофестиваль — награда и номинация (1956)
- Золотой глобус — награда (1956)[2]
- Laurel Awards[англ.] — награды (1956)
- BAFTA — номинация (1957)[3]